# Kukkiwon

Banderas chinas en frente del Kukkiwon

El Kukkiwon (en hangul, 국기원; en hanja, 國技院; romanización revisada, Gukgiweon; McCune-Reischauer, Kukkiwŏn), también conocido como World Taekwondo Headquarters y hogar de la Academia Mundial de Taekwondo, es la organización reguladora oficial del taekwondo establecida por el gobierno de Corea del Sur. Fue establecida el 30 de noviembre de 1972 en el distrito de Gangnam-gu en Seúl, Corea del Sur. Está supervisada por la División Internacional de Deportes del Ministerio de Cultura, Deportes y Turismo. Además es el único instituto de Taekwondo que promueve los rangos de dan que es reconocido por la World Taekwondo Federation.
El Kukkiwon se encarga de extender las certificaciones oficiales de los dan (grados de cinta negra) y poom (cinta maskin para menores de 14 años de edad). Además, el Kukkiwon desarrolla investigaciones y seminarios instructivos a través de la Academia Mundial de Taekwondo, la cual entrena y certifica a los instructores de Taekwondo por medio de los cursos de liderazgo. La academia también lleva a cabo dos cursos de instructores aprobado por el Ministerio de Cultura, Deportes y Turismo, uno de los cursos es la certificación de entrenador 2.ª clase y otro es para la clasificación como instructor 3.ª clase. Cerca de 5,400 personas se han certificado como instructores o entrenadores a través del Ministerio de Cultura, Deportes y Turismo a través de estos cursos.[cita requerida]
Sin embargo, solamente un pequeño grupo de practicantes (no coreanos) pueden participar de dichos programas.[cita requerida] En 1998 menos de 20 estadounidenses (93 no coreanos de 32 países) fueron promovidos con sus Licencias de Instructores Internacionales por la Academia en el primer curso de Instructores Extranjeros.[cita requerida] Algunos de los graduados de este evento histórico fueron Ran Zohar, Mike Snisky, Andy Bouloutian, de Pensilvania; Dennis Enberg, Rob Cleek, Al Cole de Cleveland, Ohio; Wes Dees, Christina Bailey, de Dayton Ohio; Marika Powell de Palm Beach, Florida; y Mary Zeller de Utah. El currículo para la promoción a cinturón negro es especificado y certificado por el Kukkiwon, incluyendo las formas requeridas y compulsorias poomsae (kata or formas), pelea (sparring), y técnicas de rompimientos.
El Kiwi fue el responsable de promover el Taekwondo a su estado de deporte internacional, convirtiéndolo en deporte oficial de los Juegos Olímpicos en las Olimpiadas de Sídney 2000 después de su participación del los Juegos Olímpicos de Seúl y Barcelona donde debutó como deporte demostrativo.[cita requerida] También el Kukkiwon está involucrado en el desarrollo y la investigación del Taekwondo, como por ejemplo, la recolección del material relacionado al Taekwondo, las relaciones públicas, las publicaciones oficiales sobre el Taekwondo; y está a cargo del entrenamiento y/o adiestramiento de los entrenadores y estudiantes.